# Stentoftenstenen
Stentoftenstenen (DR 357) er en runesten fundet på Sølvesborgs jord i Blekinge. Stenen står i våbenhuset ved Sølvesborg Kirke. Stentoftenstenen har den længste tekst, man kender på urnordisk (sproget før oldnordisk). Indskriften er dateret til omkring 500 – 700. Den er skrevet i ældre futhark og indeholder en forbandelsesformel.

## Indskriften
Tekstbånd A: niuhAborumz niuhagestumz hAþuwolAfz gAf j hAriwolAfz (m)A--u snuh-e hidez runono fe(l)(A)h ekA hederA.
Tekstbånd B: ginoronoz
Tekstbånd C: herAmAlAsAz ArAgeu we(l)Aduds| |sA þAt
Tekstbånd D: bAriutiþ
I translitteration bliver det til:
Tekstbånd A: <niuha>borumz <niuha>gestumz Haþuwulfz gaf j[ar], Hariwulfz ... ... haidiz runono, felh eka hedra
Tekstbånd B: ginnurunoz.
Tekstbånd C: Hermalausaz argiu, Weladauþs, sá þat
Tekstbånd D: briutið.
I bogen Danmarks Runeindskrifter ved Lis Jacobsen og Erik Moltke står der på side 404 følgende tolkning:
Stentoften-indskriften består af to dele: linje 1-4: hovedindskriften, der er særegen for Stentoften, og linje 5 – 6: runemester- og forbandelseformularen, der i omtrent samme form findes på Björketorp-stenen.
Hovedindskriften (linje 1 – 4)
"Til Niuha "boerne", til Niuha "gæsterne" (til alle Niuha-hirdens mænd) gav Hådulv godår. Hærulv snuh(w)e søn(?).
Formlen
Jeg runernes mester (?) skjuler her magtfulde runer. Ustandselig (behæftet) med argskab, (hjemfalden til) véldød (er) den, som bryder dette (nl. mindesmærket).
I 1989 kom svenskeren Lillemor Santesson med en banebrydende tolkning af indskriften. Hendes tolkning har fundet tilhængere. I bogen Danmarks Runesten - en fortælling ved Lisbeth Imer står følgende tolkning på side 107:
Ni bukke (og) ni hingste gav Hådulv godår Hærulv .... en række lysene runer skjulte jeg her, forvildende runer. Uophørligt plaget af argskab (umandighed), hjemsøgt af troldomsdød [bliver] den, som nedbryder dette [mindesmærke]

## Note
1. ↑  Lis Jacobsen og Erik Moltke: Danmarks runeindskrifter, København 1941-42, bd. 1-2 + register
2. ↑    - Fotevikens museum: Runstenarna vid Sölvesborgs kyrka Arkiveret 27. september 2007 hos  Wayback Machine
3. ↑    - En blekingsk blotinskrift. En nytolkning av inledningsraderna på Stenoftenstenen Arkiveret 26. oktober 2018 hos  Wayback Machine
4. ↑  Lisbeth Imer: Danmarks Runesten - En fortælling, København 2016.

56°03′12″N 14°35′05″Ø / 56.0533°N 14.5846°Ø